# Glenn Luther Martin
Glenn Luther Martin (17. ledna 1886 – 5. prosince 1955) byl americký obchodník, pilot a průkopník.
Glenn Martin získal v kalifornské Santa Anně v roce 1908 obchodní zastoupení automobilek Ford a Maxwell. Fascinován letadlem bratří Wrightů se rozhodl postavit si letadlo vlastní. První stroj zničil hned při prvním pokusu ale nevzdával se.
K druhému vzletu použil letoun s konstrukcí z bambusu, který postavil se svými automechaniky. Šlo o kopii stroje Glenna Curtisse, s motorem Ford o výkonu 15 koní. O rok později s letadlem poprvé úspěšně vzlétl – let trval 12 sekund a vystoupal při něm do výšky 30 metrů. Glenn Martin se tak zapsal do historie jako první člověk, který letěl s letadlem tak daleko a tak vysoko. Později držel i rekord v délce letu nad vodní hladinou o délce 66 mil.
16. srpna 1912 založil Glenn L. Martin Aircraft Company se 14 zaměstnanci. Firma se měla zabývat výrobou a prodejem vlastních letadel. Ještě před vstupem USA do války uzavřel dohodu s Wright Company a vznikla tak Wright-Martin Aircraft Company. Nespokojený Glenn Martin však 10. září 1917 ze společnosti odešel a založil novou Glenn L. Martin Company.
Glenn Martin se vždy detailně zajímal o dění ve své firmě a technický vývoj. Letadla firmy navrhovali vyhlášení konstruktéři a výrobu organizovali specialisté. Vedle D. Douglase, Lawrence Bella, J. S. McDonnella zde pracoval i William Boeing.
V roce 1932 obdržel za své významné výkony Collier Trophy. Glenn Luther Martin vedl svou firmu celých 40 let.